# Pedro de Sintra
Pedro da Sintra, conosciuto anche come Pedro de Sintra, Pedro da Cintra o Pêro de Sintra (Lagos, ... – Guinea, 1484), è stato un esploratore portoghese.

## Biografia
Nato a Lagos in Algarve, forse figlio di Gonçalo de Sintra scudiero e navigatore al servizio di Enrico il Navigatore, passò anch'egli alle sue dipendenze.

### Primo viaggio
Nel 1461, per ordine del re del Portogallo Alfonso V e del principe Giovanni, esplorò l'Africa occidentale e, dopo aver toccato un promontorio che battezzò Cabo da Nord (l'odierno Grand Cape Mount presso Robertsport) e Capo Palmas, in Liberia, esplorò la regione intorno all'attuale Freetown, cui diede il nome di Serra Lyoa (in portoghese "Monti del Leone") in riferimento alle colline intorno al porto e con il quale è tuttora conosciuto l'intero stato della Sierra Leone.
Nello stesso anno l'esploratore veneziano Alvise Da Mosto, scopritore delle isole Bissagos e di Capo Verde, scrisse una relazione sulle sue scoperte nella Guinea.

### Secondo viaggio e la morte
Morì durante il suo secondo viaggio mentre stava esplorando l'Impero del Benin, nell'attuale Nigeria, sempre per conto del re Alfonso V e del principe Giovanni.